# Vương cung thánh đường Đức Mẹ Sầu Bi ở Šaštín-Strážy
Vương cung thánh đường Đức Mẹ Sầu Bi ở Šaštín-Strážy (tiếng Slovakia: Bazilika Sedembolestnej Panny Márie v Šaštín-Stráže) là một tiểu vương cung thánh đường tọa lạc ở thị trấn Šaštín-Strážy, vùng Trnava, Slovakia. Địa điểm này là một trong những vương cung thánh đường quan trọng nhất ở Slovakia, được hàng chục nghìn người hành hương viếng thăm mỗi năm, chủ yếu vào dịp Lễ Chúa Thánh Thần và Lễ Đức Mẹ Sầu bi (ngày 15 tháng 9).

## Lịch sử
Việc xây dựng vương cung thánh đường Đức Mẹ Sầu Bi ở Šaštín-Strážy bắt đầu vào năm 1736. Công trình kiến trúc này được xây dựng theo thiết kế của Matej Vépi. Bức tượng Đức Mẹ Sầu bi được đặt trong vương cung thánh đường từ năm 1564, không rõ tác giả của bức tượng. Việc tôn thờ bức tượng này được phép của Tổng giám mục Imrich Esterházi vào năm 1732. Bức tượng được đặt trên một bàn thờ được xây theo phong cách kiến trúc Baroque. Jean Joseph Chamant và Lukáš Kraker đảm nhận công việc trang trí vương cung thánh đường. Địa điểm này được tuyên bố là một tiểu vương cung thánh đường vào năm 1964.